# Ostřice vřesovištní
Ostřice vřesovištní (Carex ericetorum) je druh jednoděložné rostliny z čeledi šáchorovité (Cyperaceae).

## Popis
Jedná se o rostlinu dosahující výšky nejčastěji 10–30 cm. Je vytrvalá a tvoří ploché podkovovité trsy. Listy jsou střídavé, přisedlé, s listovými pochvami. Lodyha je tupě trojhranná, stejně dlouhá nebo delší než listy. Čepele jsou asi 2–4 mm široké, tmavě zelené. Bazální pochvy jsou tmavě červenohnědé, vláknitě rozpadavé. Ostřice vřesovištní patří mezi různoklasé ostřice, nahoře jsou klásky čistě samčí, dole čistě samičí. Samčí klásek bývá pouze jeden, samičí jsou většinou 1–3. Listeny jsou bezčepelné, okvětí chybí. V samčích květech jsou zpravidla 3 tyčinky. Čnělky jsou většinou 3. Plodem je mošnička, která je asi 2–3 mm dlouhá, zelenohnědá, obvejčitá až elipsoidní, hustě pýřitá, zobánek je krátký. Každá mošnička je podepřená plevou, která je hnědá až červenohnědá s širokým bílým lemem. Kvete nejčastěji v březnu až v dubnu. Počet chromozómů: 2n = 30.

## Rozšíření
Ostřice vřesovištní roste v hlavně Evropě, v jižní a západní však jen málo. Na východ sahá až po západní Sibiř. Dále na východ až po Čukotku roste blízce příbuzný druh Carex melanocarpa.

## Rozšíření v Česku
V ČR roste celkem vzácně, častější je jen ve východních a severních Čechách. Vyskytuje se v nížinách až pahorkatinách na písčinách, ve vřesovištích a ve světlých lesích.